# Antonio Preziosi
Antonio Ciro Patrizio Preziosi (Taranto, 16 marzo 1967) è un giornalista e saggista italiano, dal 25 maggio 2023 direttore del TG2.

## Biografia
Nato a Taranto e cresciuto a Pisticci, in provincia di Matera, si appassiona fin da giovanissimo al giornalismo e al mondo della radio e della televisione. Intraprende la carriera giornalistica presso l'emittente locale Poliradio di Policoro negli anni ottanta.
Laureato con lode in giurisprudenza presso l'Università La Sapienza di Roma con una tesi sulla "tutela dei diritti umani", successivamente consegue (nel biennio 1992-1994) il master della Scuola di giornalismo radiotelevisivo di Perugia. Per i successivi tre anni lavora alla sede Rai di Palermo, per poi passare al Giornale Radio Rai, in qualità di giornalista parlamentare, vaticanista e redattore capo ad personam. Nello specifico, segue le attività del governo Prodi II, D'Alema I e II, Amato II e governo Berlusconi II, III e IV; inoltre commenta in diretta importanti avvenimenti di politica nazionale ed estera (a titolo d'esempio le Assemblee generali delle Nazioni Unite, i vertici G7 e G8, sessioni del Consiglio europeo e incontri bilaterali tra i principali leader europei e mondiali).
Il consiglio d'amministrazione della Rai il 10 agosto 2009 lo nomina direttore di Radio Uno e della testata del Giornale radio, in sostituzione di Antonio Caprarica. Da aprile 2010 a settembre 2011 assume la direzione ad interim della testata GR Parlamento, in sostituzione dello scomparso Riccardo Berti. Tra il 2009 e il 2011 (anno di dissoluzione della società) è consigliere di amministrazione di Audiradio.
È consultore del Pontificio Consiglio delle Comunicazioni Sociali dal 29 dicembre 2011, nominato da Papa Benedetto XVI.
Dal 2012 è consigliere d'amministrazione del Centro Televisivo Vaticano.
Affianca al lavoro in Rai la stesura di monografie, articoli per alcune riviste e l'attività di conferenziere.
Nel marzo 2014, a seguito di una delibera all'unanimità del consiglio d'amministrazione Rai, ha lasciato le cariche di direttore di Radio Uno e del Giornale Radio a Flavio Mucciante
A distanza di un anno è stato riposizionato dal direttore generale Luigi Gubitosi all'interno dell'organigramma della redazione del Tg2.
Dal 30 dicembre 2015 è corrispondente della Rai da Bruxelles.
Dal 27 novembre 2018 al 24 maggio 2023 è stato direttore di Rai Parlamento.
Il 25 maggio 2023 viene nominato alla direzione del TG2, al posto di Nicola Rao. Sotto la sua direzione il tg registra un importante calo di ascolti, oltre ad essere accusato da taluni di dedicare troppo spazio al segretario di Forza Italia Antonio Tajani.

## Attività accademica
Ha insegnato “comunicazione politica” e “politiche dei media” presso la Facoltà di Scienze della Comunicazione sociale dell'Università Pontificia Salesiana di Roma, dove è stato titolare anche di vari corsi monografici. 
Ha insegnato giornalismo presso la Libera università internazionale degli studi sociali Guido Carli di Roma ed è stato docente del Master in Digital Journalism presso la Pontificia Università Lateranense di Roma.
È docente del Master in Giornalismo e Comunicazione della Università Telematica Pegaso.

## Controversie
Il 16 ottobre 2013 Carlo Tecce, in un articolo apparso su Il Fatto Quotidiano, accusò Antonio Preziosi di aver causato, quale direttore di Radio Uno, un consistente calo degli ascoltatori della rete (da 8 milioni a 4 milioni in media), che aveva perso il primato nazionale nel campo in favore di Rtl 102.5, Radio Deejay e Radio 105. Preziosi venne inoltre tacciato di vicinanza a Silvio Berlusconi, citando ad esempio alcune nomine all'interno della redazione di personaggi strettamente correlati al leader di Forza Italia. In aggiunta, Tecce sottolineò come sotto la direzione Preziosi fossero state avviate nuove trasmissioni costose e di scarso successo, e che al contempo alcuni giornalisti avessero abbandonato la testata, in polemica con talune scelte editoriali. Preziosi negò le accuse, definendo poco accurati i metodi di rilevamento degli ascolti radiofonici e affermando di avere a disposizione un budget troppo basso e risorse umane scarse e avanti con gli anni. Il parlamentare di Forza Italia Renato Brunetta accusò altresì la dirigenza Rai di non aver difeso Preziosi stesso da "attacchi incomprensibili e politicamente mirati", definendo il giornalista "equilibrato e professionale".

## Vita privata
È sposato con la giornalista del TG1 Susanna Lemma.

## Principali pubblicazioni
- (con AA.VV.), Giovanni Paolo II: l'uomo, il papa, il suo messaggio, diretto da Alberto Michelini, Fabbri Editori, Roma-Milano, 1992.
- (con AA.VV.), Il caso Farouk, nel volume “Etica e giornalismo”, dipartimento per l'editoria della Presidenza del Consiglio, Roma, 1996.
- Il linguaggio della divulgazione e le sue tecniche, Rusconi, Milano, 1998.
- L'informazione giornalistica nell'età tecnologica, Elledici, Torino, 2002.
- (con AA.VV.), Dizionario della comunicazione sociale, Voci giornalistiche, Nuova Eri Rai-Elledici-Las, Roma-Torino, 2002.
- Comunicare la professione, Comunicazione italiana, Roma, 2004.
- “Utilizzare i mass media”, in Marketing, comunicazione e relazioni pubbliche per gli studi professionali, Crescere tra etica e competizione, di Vecchiato-Napolitano, FrancoAngeli, 2007.
- (AA.VV. con Vecchiato e Zicari), Comunicare le professioni intellettuali, Spazio RP, Roma, 2008.
- Silvio c'è. Cronaca di una campagna elettorale, Editoriale Il Tempo, Roma, 2008.
- “La seconda giovinezza dell'informazione radiofonica”, in Neogiornalismo (a cura di Mario Morcellini), Mondadori, 2011[29].
- Radiocronaca di una crisi, Rai Eri, 2013, presentazione di Antonio Catricalà e prefazione di Alberto Quadrio Curzio.
- Immortale. Da Lolek a san Giovanni Paolo II: la grande storia di un uomo “venuto da lontano”, Rai Eri, 2015, prefazione del cardinal Stanislaw Dziwisz[30].
- Il giubileo di papa Francesco, Newton Compton, 2015, prefazione mons. Rino Fisichella[31].
- Indimenticabile. I 33 giorni di papa Luciani, Cantagalli, 2019, prefazione del cardinal Pietro Parolin[32].
- Il Papa doveva morire. La storia dell'attentato a Giovanni Paolo II, Edizioni San Paolo, 2021, prefazione di mons. Rino Fisichella

## Premi e riconoscimenti
- Premio Panicale, Panicale, Perugia, 1994
- Mathesium, Piedimonte Matese, Caserta, 1997
- Premio Siritide, Policoro, Matera, 1997
- Premio Dirupo d'oro, Pisticci, Matera, 1999
- Città di Policoro, Policoro, 1999
- Torre d'argento, Cirigliano, Matera, 2010
- Premio Amalfi, Amalfi, Salerno, 2010
- Premio Siris, Nova Siri, 2010
- Premio San Giustino De Jacobis, San Fele, 2011
- Premio Amalfi di Giornalismo, categoria Radio, Amalfi, 2010
- Camera Europea Alta Sartoria, Premio Eleganza, Roma, 2010
- Sport Film Festival, Premio Migliore direttore radiofonico dell'anno, Palermo, 2010
- Premio Penisola Sorrentina, Genius Loci, San Fele, Potenza, 2011
- Premio di Giornalismo Lions Internazionale e Grandi Firme, Riccione, 2012
- Premio Lucani Insigni, Potenza, Regione Basilicata, 2013
- Premio Maratea “Eccellenza Lucana”, Maratea, 2013
- Premio Letterario “Riviera delle Palme”, sezione Saggistica, per “Radiocronaca di una crisi”, San Benedetto del Tronto, 2013
- Premio Giornalistico "Mimmo Castellano", premio alla Carriera, 2015